# Кристина Николовска
Кристина Николовска (на македонска литературна норма: Кристина Николовска) е поетеса, критичка и есеистка от Северна Македония.

## Биография
Родена е през 1969 година в Скопие, тогава в Югославия. Завършва Филологическия факултет на Скопския университет, като защитава магистърска теза на тема „Метафората на припадност во современата македонска поезија“. Работи като асистент при Катедрата за македонска книжовност и южнославянски книжовности на Филологическия факултет в Скопие. Член е на Дружеството на писателите на Македония от 1992 година.